# Al Yazmalım
Al Yazmalım é uma série de televisão turca produzida pela Ay Yapım e exibido pela ATV de 12 de setembro de 2011 e 5 de junho de 2012, em 37 episódios, com direção de Nisan Akman. Sua trama principal é livremente baseada no filme turco Selvi Boylum Al Yazmalım.

## Elenco
| Ator/Atriz       | Personagem      |
| ---------------- | --------------- |
| Seçkin Özdemir   | İlyas Avcı      |
| Özge Özpirinçci  | Asiye Has       |
| Barış Falay      | Cemşit Ateş     |
| Orhan Alkaya     | Salih Usta      |
| Zeynep Eronat    | Fatma Avcı      |
| Macit Koper      | Bahattin Has    |
| Gözde Kansu      | Helin Sezaioğlu |
| Ahmet Saraçoğlu  | Osman Bayıklı   |
| Saygın Soysal    | Tahir Oğuz      |
| Aslı İçözü       | Seher Has       |
| Nesrin Cavadzade | Ayça            |